# José Luis López Vázquez
José Luis López Vázquez, né le 11 mars 1922 à Madrid où il est mort le 2 novembre 2009, est un acteur espagnol. Très populaire dans son pays pour ses innombrables rôles comiques, il était surtout connu à l'étranger pour des rôles plus dramatiques, interprétés sous la houlette de grands maitres espagnols (Luis García Berlanga, Carlos Saura, Mario Camus, Antonio Mercero) ou internationaux (Marco Ferreri, George Cukor). Actif à l’écran pendant plus de 60 ans, il a participé à environ 250 films, étant l'un des plus importants acteurs du cinéma espagnol de la seconde moitié du XXe siècle.

## Biographie
José Luis López Vázquez naît à Madrid le 11 mars 1922, en face du cinéma Dorado, alors connu sous le nom de El Palacio de las Pipas, aujourd'hui salle de projection de la cinémathèque espagnole. Sa mère exerce le métier de couturière et son père, un fonctionnaire de justice qui abandonne sa famille. José Luis grandit avec ses grands-parents, son oncle et sa mère.
Il doit interrompre ses études pour gagner sa vie. Le dessin et la peinture l'amènent à la scénographie, au Théâtre des organisations de jeunesse de la Phalange et au Théâtre espagnol universitaire à la fin de la guerre civile, en participant à des spectacles d’amateurs où il fait plusieurs petits métiers.
Sa carrière au théâtre commence comme costumier, metteur en scène et assistant réalisateur de Pío Ballesteros et Enrique Herreros (es). Le 12 octobre 1943, le TEU (Teatro Español Universitario) crée El casamiento deceitoso de Gonzalo Torrente Ballester, sous la direction de Modesto Higueras au Théâtre María Guerrero. Dans le programme de ce spectacle, José Luis López Vázquez apparaît comme l'auteur des croquis de costumes.
En 1946, il est embauché au Théâtre madrilène Maria Guerrero et joue son premier rôle au théâtre avec l'œuvre El anticuario, plus tard il travaille au film María Fernanda la Jerezana. Il travaille ensuite comme acteur dans plus de 200 films.
Son talent d'acteur comique s'impose d'emblée : petit, chauve, au regard hagard ou interloqué, portant moustache, il incarne souvent « l'Espagnol moyen »,. Mais c’est surtout dans les années 1950 que sa filmographie va considérablement s’étoffer. Certaines de ses comédies les plus remarquables sont Atraco a las tres (litt. Vol à trois) et Une famille explosive, toutes deux de 1962.
Dans le cinéma franquiste, la comédie s'affranchit parfois des pesanteurs moralisatrices et renoue avec la tradition hispanique de l'humour noir. Les maîtres du genre vont prendre sous leurs ailes le jeune acteur. L'Italien Marco Ferreri lui donne son premier rôle de protagoniste, dans L'Appartement (1958), suivi par La Petite Voiture (1960), du même réalisateur, qui a remporté le Prix FIPRESCI de la Mostra de Venise. Luis Garcia Berlanga en fait son acteur fétiche dans une dizaine de films, dont Plácido (1961), nommé à l'Oscar du meilleur film en langue étrangère, et Le Bourreau (1963). Ensuite, le cinéma commercial le transforme en vedette qui ressasse les frustrations sexuelles de la société espagnole. Le cinéaste Carlos Saura révèle, dans Peppermint frappé (1967), l'aptitude de Lopez Vazquez à se tourner vers des rôles dramatiques. Il lui confie plus tard le personnage du paraplégique amnésique dans Le Jardin des délices (1970), et le double rôle d'un quinquagénaire et d'un enfant de 8 ans, qu'il parvient à représenter sans avoir à se maquiller, dans La Cousine Angélique (1973), lauréat du Prix du jury du Festival de Cannes en 1974.
En 1972 Jaime de Armiñán offre à López Vázquez l'un des jalons de sa carrière, et son personnage le plus complexe, celui d'Adela Castro dans Mi querida señorita, le rôle d'une femme mûre de province qui, après avoir subi une intervention chirurgicale, devient un homme. L'acteur crée une performance impressionnante, d'abord en tant que femme, puis en tant qu'homme. Le film a été nommé pour un Oscar,. La même année, il est également le protagoniste du film d'horreur télévisé La cabina, réalisé par Antonio Mercero et lauréat d'un Emmy Award, l'un de ses rôles les plus mémorables.
Apprécié par le public d'art et d'essai, il est sollicité par des réalisateurs ambitieux, comme Pedro Olea 
(La Forêt du loup (es), 1971, où il incarne un colporteur meurtrier qui souffre de crises d'épilepsie, Akelarre, 1984; Le Maître d'escrime, 1992), Manuel Gutiérrez Aragón (Parle, petite muette, 1973, primé à Berlin), Mario Camus (La Ruche, 1982, Ours d'or du meilleur film), et Josefina Molina (Le Marquis d'Esquilache, 1989). A cette même époque, le réalisateur américain Georges Cukor fait tourner López Vázquez dans Voyages avec ma tante (Travels with My Aunt, 1972) d’après Graham Greene. Impressionné par son talent d’acteur, Cukor lui propose de le rejoindre à Hollywood. L’acteur décline humblement, évoquant des capacités limitées pour apprendre et jouer dans une langue étrangère. 
Il joue également beaucoup au théâtre dans des pièces à succès (Equus, Mort d’un commis voyageur).
Le 30 janvier 2005, il reçoit le prix Goya d'honneur pour l'ensemble de sa carrière.

### Vie familiale
Il se marie avec l'actrice Ana María Ventura (es), puis il a des enfants avec Catherine Magerus sans divorcer (le divorce était interdit en Espagne à cette époque). Ensuite, il a des filles avec la journaliste Flor Aguilar et finalement, il a une relation avec l'actrice Carmen de la Maza (es).

### Décès
Il meurt le 2 novembre 2009, à l'âge de 87 ans. La veillée funèbre se tient au Théâtre madrilène Maria-Guerrero, où sa carrière avait débuté en 1946. Aux funérailles assistent des personnalités telles que les actrices Carmen Sevilla et Verónica Forqué, le réalisateur Pedro Almodóvar, le maire de Madrid Alberto Ruiz-Gallardón et le prince et la princesse des Asturies.

### Filmographie sélective
- 1954 : Novio a la vista de Luis García Berlanga
- 1956 : La vida en un bloc
- 1957 : Muchachas de azul
- 1957 : Les Jeudis miraculeux (Los jueves, milagro) de Luis García Berlanga
- 1959 : L'Appartement (El pisito) de Marco Ferreri : Rodolfo
- 1960 : La Petite Voiture (El Cochecito) de Marco Ferreri : Alvarito
- 1961 : Plácido de Luis García Berlanga : Gabino Quintanilla
- 1961 : Usted puede ser un asesino
- 1962 : Un beau châssis (I motorizzati) de Camillo Mastrocinque
- 1962 : Atraco a las tres de José María Forqué
- 1962 : Une famille explosive (La gran familia) de Fernando Palacios
- 1963 : Le Bourreau de Luis García Berlanga
- 1964 : Los palomos
- 1964 : La familia y uno más
- 1964 : Vacances pour Ivette (Vacaciones para Ivette) de José María Forqué
- 1965 : Un vampiro para dos de Pedro Lazaga : Pablo Pardo
- 1967 : Un millón en la basura
- 1967 : Sor Citroën
- 1967 : Amor a la española de Fernando Merino
- 1967 : Novios 68
- 1967 : Peppermint frappé de Carlos Saura : Julián
- 1968 : El turismo es un gran invento
- 1968 : Objetivo Bi-ki-ni
- 1970 : Le Jardin des délices de Carlos Saura : Antonio
- 1971 : El bosque del lobo (en)
- 1971 : Des Espagnoles à Paris (Españolas en París) de Roberto Bodegas
- 1971 : Mi querida señorita de Jaime de Armiñán : Adela Castro Molina / Juan
- 1972 : La cabina d'Antonio Mercero
- 1972 : Viajes con mi tía
- 1972 : La prima Angélica de Carlos Saura :  Luis
- 1972 : Dos chicas de revista,
- 1972 : Voyages avec ma tante (Travels with My Aunt) de George Cukor : Achille Dambreuse
- 1973 : No es bueno que el hombre esté solo
- 1977 : La Carabine nationale de Luis García Berlanga
- 1979 : La miel
- 1979 : La familia, bien, gracias
- 1980 : El divorcio que viene
- 1981 : Patrimonio nacional de Luis García Berlanga
- 1981 : Plein sud de Luc Béraud :  Sr. Martínez
- 1982 : La Ruche (La colmena) de Mario Camus : Leonardo Meléndez
- 1983 : Juana la loca... de vez en cuando
- 1983 : El Cid Cabreador
- 1987 : Mi general
- 1988 : Soldadito español d'Antonio Giménez-Rico
- 1989 : Le Marquis d'Esquilache de Josefina Molina
- 1992 : Le Maître d'escrime (El maestro de esgrima) de Pedro Olea: Jenaro Campillo
- 1992 : El largo invierno de Jaime Camino
- 1993 : Todos a la cárcel de Luis García Berlanga
- 2001 : Torrente 2: Misión en Marbella de Santiago Segura : Guijarro
- 2003 : El Oro de Moscú
- 2004 : Luna de Avellaneda
- 2007 : ¿Y tú quién eres?

### Théâtre
- El casamiento engañoso, 1943
- La dama boba, 1951
- Cartas credenciales, 1960
- Los Palomos, 1964
- Equus, 1976
- ¡Vade Retro!, 1982
- La muerte de un viajante, 1985
- Un par de chiflados, 1997 (The Sunshine Boys)
- Tres hombres y un destino, 2004.

### Télévision
- Palma y don Jaime (1960)
- Tercero izquierda (1963)
- La cabina (1972)
- Este señor de negro (1975-1976)
- La forja de un rebelde (1990)
- El Quijote de Miguel de Cervantes (1991).
- Los ladrones van a la oficina (1993-1996).
- Café con leche (1998)
- La gran familia... 30 años después (1999)
- El botones Sacarino (2000)

## Prix
Prix Goya
| Année | Catégorie      | Résultat |
| ----- | -------------- | -------- |
| 2004  | Goya d'honneur | Gagnant  |

Fotogramas de Plata,,
| Année | Catégorie                                                         | Film/TV            | Résultat |
| ----- | ----------------------------------------------------------------- | ------------------ | -------- |
| 1971  | Fotogramas de Plata au meilleur acteur du cinéma espagnol         | El bosque del lobo | Gagnant  |
| 1972  | Fotogramas de Plata au meilleur acteur de la télévision espagnole | La cabina          | Gagnant  |
| 2006  | Toda una vida                                                     | Toda una vida      | Gagnant  |

Círculo de Escritores Cinematográficos,,,,
| Année | Catégorie                  | Film/TV              | Résultat |
| ----- | -------------------------- | -------------------- | -------- |
| 1960  | Meilleur acteur secondaire | 091 Policía al habla | Gagnant  |
| 1961  | Meilleur acteur secondaire | Conjunto de su labor | Gagnant  |
| 1967  | Meilleur acteur            | Peppermint frappé    | Gagnant  |
| 1971  | Meilleur acteur            | Mi querida señorita  | Gagnant  |
| 2005  | Medalla de Honor           | Medalla de Honor     | Gagnant  |

Festival international du film de Chicago
| Année | Catégorie                      | Film/TV             | Résultat |
| ----- | ------------------------------ | ------------------- | -------- |
| 1971  | Silver Hugo du meilleur acteur | El bosque del lobo  | Gagnant  |
| 1972  | Silver Hugo du meilleur acteur | Mi querida señorita | Gagnant  |

Festival international du film de Valladolid
| Année | Catégorie                            | Résultat |
| ----- | ------------------------------------ | -------- |
| 1989  | Épi d'or honorifique (Espiga de Oro) | Gagnant  |

Autres
- 1961 // 1971 - Prix Sant Jordi: Meilleur acteur par Plácido[28] // El bosque del lobo et El jardín de las delicias[29]
- 1973 - Emmy Award, La cabina[30].
- 1975 - TP de Oro: Meilleur acteur national, Este señor de negro[31]
- 1976 // 1989 - Prix ACE: Meilleur acteur La cabina[32] // Meilleur acteur secondaire Mi general[33]
- 1985 - Médaille d'or du mérite des beaux-arts par le Ministère de l'Éducation, de la Culture et des Sports[34]
- 1997 - Médaille d'or du mérite au Travail par le Conseil des ministres d'Espagne[35]
- 2000 - Prix Union des acteurs à toute une vie[36]
- 2002 - Prix National de Théâtre[37]